# Stora Öjungen
Stora Öjungen är en sjö i Bollnäs kommun och Ovanåkers kommun i Hälsingland och ingår i Ljusnans huvudavrinningsområde. Sjön är 12 meter djup, har en yta på 2,62 kvadratkilometer och befinner sig 305 meter över havet. Sjön avvattnas av vattendraget Anneforsån.

## Delavrinningsområde
Stora Öjungen ingår i det delavrinningsområde (678984-151500) som SMHI kallar för Utloppet av Stora Öjungen. Medelhöjden är 317 meter över havet och ytan är 5,61 kvadratkilometer. Räknas de 2 avrinningsområdena uppströms in blir den ackumulerade arean 9,03 kvadratkilometer. Anneforsån som avvattnar avrinningsområdet har biflödesordning 3, vilket innebär att vattnet flödar genom totalt 3 vattendrag innan det når havet efter 85 kilometer. Avrinningsområdet består mestadels av skog (65 procent). Avrinningsområdet har 2,6 kvadratkilometer vattenytor vilket ger det en sjöprocent på 28,7 procent.